# UEFAチャンピオンズリーグ 2020-21 決勝
UEFAチャンピオンズリーグ 2020-21 決勝は、UEFAチャンピオンズリーグ 2020-21の決勝戦であり、66回目のUEFAチャンピオンズリーグの決勝戦である。2021年5月29日にポルトガル・ポルトのエスタディオ・ド・ドラゴンで行われ、チェルシーが9年ぶり2回目の優勝を果たした。
チェルシーはUEFAヨーロッパリーグ 2020-21王者と対戦する2021 UEFAスーパーカップの出場権の他、UEFAサッカー連盟を代表して、2022年2月にアラブ首長国連邦 (UAE)で開催されるFIFAクラブワールドカップ2021と、2025年6月から7月にアメリカ合衆国で開催されるFIFAクラブワールドカップ2025の出場権を獲得した。

## 試合前
マンチェスター・シティはチャンピオンズカップ・チャンピオンズリーグ通して初めての決勝進出。シティ自体は2度目の主要UEFAクラブコンペティションの決勝であり、UEFAカップウィナーズカップ 1969-70で優勝を果たしたものの、連覇を狙った翌年の1971年に準決勝で今回の決勝で対戦するチェルシーに敗れている。シティはイングランド勢として9チーム目の決勝出場となる。
一方のチェルシーは3回目の決勝進出、直近では2012年が最後であり、このときはPK戦でFCバイエルン・ミュンヘンを破り優勝した。その他の欧州大会ではUEFAヨーロッパリーグで2度（2013年・2019年）、UEFAカップウィナーズカップで2度（1971年・1998年）優勝している。また、監督のトーマス・トゥヘルは前年にパリ・サンジェルマンを率いて決勝進出を果たしており、異なるクラブで2年連続ファイナルに進んだ初の監督となった。
UEFAチャンピオンズリーグ決勝が同国対決になるのは今回で8度目で、イングランド勢同士は2008年（マンチェスター・ユナイテッドvsチェルシー）・2019年（リヴァプールvsトッテナム）に続いて3度目となる。
両チームのこの試合前までの対戦成績はチェルシーの70勝39分59敗。ヨーロッパの舞台での対決は先述した1971年のCWC準決勝のみであり、2試合ともにチェルシーが勝利している。今シーズンはプレミアリーグとカップ戦で3度対戦。リーグ戦では、第17節に1-3でフランク・ランパード率いるチェルシーに勝利しているが、第35節に今度はトゥヘル体制のチェルシーが1-2で逆転勝利を収めた。FAカップではチェルシーが準決勝でシティを1-0で下し、シティの4冠(リーグ戦・カラバオカップ・FAカップ・CL)を阻止している。
シティは、プレミアリーグとカラバオカップは制覇しており、トレブルがかかった試合となった。一方のチェルシーは、今季初タイトルをかけた試合となった。

### 試合会場
当初、決勝戦はロシア・サンクトペテルブルクのクレストフスキー・スタジアムで開催される予定であったが、2020年の決勝がリスボンに変更になり、ヨーロッパでの新型コロナウイルス感染拡大の影響も加味し、決勝戦の会場を1年戻しイスタンブールでの開催となった。しかし、英国政府が新型コロナウイルス対策の一環でトルコを5月12日から『レッドリスト』に追加する決定を下したことを受け、アストン・ヴィラはイスタンブールではなく、バーミンガムにあるヴィラ・パークで8,000人の観客を入れて開催することをUEFAに提案した。ヴィラ・パークは99年まで行われていたUEFAカップウィナーズカップの決勝戦を行った場所でもあり、マンチェスター・ロンドン共に同じくらいの距離にあることから、チェルシーとマンチェスター・シティとなった2012年FAコミュニティ・シールドは、ロンドン五輪が開催され、ウェンブリー・スタジアムが使用できないことから、ヴィラ・パークで行われた経緯がある。しかし、5月13日、UEFAは決勝の舞台をイスタンブールからポルトガル・ポルトにあるエスタディオ・ド・ドラゴンに変更したことを発表した。

## 決勝戦までの道のり
註: 以下のすべての結果は、決勝戦進出2クラブの得点を前に表示している。
| チーム                 | 試 | 勝 | 分 | 敗 | 得 | 失 | 差  | 点 |
| ---------------------- | -- | -- | -- | -- | -- | -- | --- | -- |
| マンチェスター・シティ | 6  | 5  | 1  | 0  | 13 | 1  | +12 | 16 |
| ポルト                 | 6  | 4  | 1  | 1  | 10 | 3  | +7  | 13 |
| オリンピアコス         | 6  | 1  | 0  | 5  | 2  | 10 | -8  | 3  |
| マルセイユ             | 6  | 1  | 0  | 5  | 2  | 13 | -11 | 3  |

| チーム         | 試 | 勝 | 分 | 敗 | 得 | 失 | 差  | 点 |
| -------------- | -- | -- | -- | -- | -- | -- | --- | -- |
| チェルシー     | 6  | 4  | 2  | 0  | 14 | 2  | +12 | 14 |
| セビージャ     | 6  | 4  | 1  | 1  | 9  | 8  | +1  | 13 |
| クラスノダール | 6  | 1  | 2  | 3  | 6  | 11 | -5  | 5  |
| レンヌ         | 6  | 0  | 1  | 5  | 3  | 11 | -8  | 1  |

## 試合

### 審判団
2021年5月12日、UEFAはRFEF所属の国際審判員であるアントニオ・マテウ・ラオスを当試合の主審に任命した。UEFAチャンピオンズリーグ 2018-19 決勝で第4審判を務めた経験を持ち、今シーズンも6試合で主審を担当している。また、UEFA EURO2020の担当審判員の1人にも選ばれている。副審も同じくスペインのパウ・デビスとロベルト・ディアス、第4審判もスペインのカルロス・グランデが務める。VAR担当はスペインとポーランドから計4名が選出された。

### 概要
| 2021年5月29日 21:00 (20:00 WET) |

| マンチェスター・シティ | 0 - 1    | チェルシー      |
|                        | レポート | ハヴァーツ 42分 |

| エスタディオ・ド・ドラゴン, ポルト 観客数: 14,110 主審: アントニオ・マテウ・ラオス |

| シティ | チェルシー |

| GK                         | 31 | エデルソン                   |      |      |
| RB                         | 2  | カイル・ウォーカー           |      |      |
| CB                         | 5  | ジョン・ストーンズ           |      |      |
| CB                         | 3  | ルベン・ディアス             |      |      |
| LB                         | 11 | オレクサンドル・ジンチェンコ |      |      |
| CM                         | 20 | ベルナルド・シウヴァ         |      | 64分 |
| CM                         | 8  | イルカイ・ギュンドアン       | 35分 |      |
| CM                         | 47 | フィル・フォーデン           |      |      |
| RF                         | 26 | リヤド・マフレズ             |      |      |
| CF                         | 17 | ケヴィン・デ・ブライネ       |      | 60分 |
| LF                         | 7  | ラヒーム・スターリング       |      | 77分 |
| 控え                       |    |                              |      |      |
| GK                         | 13 | ザック・ステッフェン         |      |      |
| GK                         | 33 | スコット・カーソン           |      |      |
| DF                         | 6  | ナタン・アケ                 |      |      |
| DF                         | 14 | アイメリク・ラポルテ         |      |      |
| DF                         | 22 | バンジャマン・メンディ       |      |      |
| DF                         | 27 | ジョアン・カンセロ           |      |      |
| DF                         | 50 | エリック・ガルシア           |      |      |
| MF                         | 16 | ロドリ                       |      |      |
| MF                         | 25 | フェルナンジーニョ           |      | 64分 |
| FW                         | 9  | ガブリエル・ジェズス         | 88分 | 60分 |
| FW                         | 10 | セルヒオ・アグエロ           |      | 77分 |
| FW                         | 21 | フェラン・トーレス           |      |      |
| 監督                       |    |                              |      |      |
| ジョゼップ・グアルディオラ |    |                              |      |      |

| GK                 | 16 | エドゥアール・メンディ       |      |      |
| CB                 | 28 | セサル・アスピリクエタ       |      |      |
| CB                 | 6  | チアゴ・シウヴァ             |      | 39分 |
| CB                 | 2  | アントニオ・リュディガー     | 57分 |      |
| RM                 | 24 | リース・ジェームズ           |      |      |
| CM                 | 5  | ジョルジーニョ               |      |      |
| CM                 | 7  | エンゴロ・カンテ             |      |      |
| LM                 | 21 | ベン・チルウェル             |      |      |
| RF                 | 29 | カイ・ハヴァーツ             |      |      |
| CF                 | 11 | ティモ・ヴェルナー           |      | 66分 |
| LF                 | 19 | メイソン・マウント           |      | 80分 |
| 控え               |    |                              |      |      |
| GK                 | 1  | ケパ・アリサバラガ           |      |      |
| GK                 | 13 | ウィリー・カバジェロ         |      |      |
| DF                 | 3  | マルコス・アロンソ           |      |      |
| DF                 | 4  | アンドレアス・クリステンセン |      | 39分 |
| DF                 | 15 | クル・ズマ                   |      |      |
| DF                 | 33 | エメルソン                   |      |      |
| MF                 | 17 | マテオ・コヴァチッチ         |      | 80分 |
| MF                 | 22 | ハキム・ツィエク             |      |      |
| MF                 | 23 | ビリー・ギルモア             |      |      |
| FW                 | 10 | クリスチャン・プリシッチ     |      | 66分 |
| FW                 | 18 | オリヴィエ・ジルー           |      |      |
| FW                 | 20 | カラム・ハドソン＝オドイ     |      |      |
| 監督               |    |                              |      |      |
| トーマス・トゥヘル |    |                              |      |      |

UEFA選出マン・オブ・ザ・マッチ

 エンゴロ・カンテ

副審

 パウ・セブリアン・デビィス

 ロベルト・ディアス・ペレス

第4審判

 カルロス・デル・セロ・グランデ

VAR

 アレハンドロ・エルナンデス・エルナンデス

VARアシスタント:

 フアン・マルティネス・ムヌエラ

 イニゴ・プリエト・ロペス・ド・クライン

 パヴェウ・ギル
試合ルール
- 試合時間は90分。
- 90分終了後同点の場合、30分の延長戦が行われる。
- 120分終了後同点の場合、PK戦で勝敗が決定される。
- 控えは12名。
- 最大3人まで交代可能。

### 試合展開
両者ともに目立った故障者はおらず、ほぼ全ての主力がチームに帯同した。シティは準決勝2ndレグから1人変更。左ウイングにラヒーム・スターリング、2ndレグで左ウイングのフィル・フォーデンはインサイドハーフに起用され、アンカーに2ndレグではインサイドハーフだったギュンドアンが起用された。この試合を最後に退団するセルヒオ・アグエロはベンチスタートとなった。チェルシーも準決勝2ndレグから1人変更。直前まで負傷欠場していたクリステンセンがベンチスタートとなり、代わってリース・ジェームズが右ウイングバックで先発出場、2ndレグで右ウイングバックだった主将セサル・アスピリクエタがセンターバックで起用された。
シティはスターリングと最前線のMFケヴィン・デ・ブライネを中心に何度かボックス内まで持ち込んだが、最後のところでチェルシー守備陣の対応に遭いシュートまでは至らなかった。27分にフィル・フォーデンがGKと1対1になりシュートするも、間一髪滑り込んだアントニオ・リュディガーがブロックした。チェルシーは前線の3人とカンテを中心とした速攻でチャンスを作るも、14分のティモ・ヴェルナーのシュートはGK正面、16分のカンテのヘディングは枠外へと飛んだ。39分、チェルシーはロングボールの競り合いでチアゴ・シウバが筋肉を負傷し、クリステンセンと交代した。その直後の42分、メイソン・マウントのスルーパスにカイ・ハフェルツが反応して抜け出し、GKをかわして左足で流し込み先制に成功した。ハフェルツは12試合目にしてCL初ゴール、また21歳352日でのCL決勝でのゴールは、ドイツ人ではラース・リッケンに次ぐ年少記録となった。前半は0-1で終了した。
55分に相手の背後へ走り抜けようとしたデ・ブライネがリュディガーと激しく交錯し顔面を強打し、治療を受けるものの続行不可能となりガブリエル・ジェズスと交代となった。シティはその後、フェルナンジーニョを投入してギュンドアンを1列上げ、攻勢を強める。60分、エリア内でスターリングのシュートがジェームズの手に当たったが、VARチェックで故意では無いとしてノーファウルと判定された。68分にリヤド・マフレズがエリア深くに侵入して折り返すがギュンドアンの手前でアスピリクエタが滑り込みクリアし、74分には逆サイドからスターリングが折り返すがマフレズの手前でベン・チルウェルがクリアした。一方で、チェルシーはクリスチャン・プリシッチを投入した。72分に速攻からプリシッチがGKと1対1となるも、シュートは枠の左へ外れた。その後シティは77分にセルヒオ・アグエロを投入してさらに攻勢を強めるも、マテオ・コヴァチッチを投入して5-4-1に変化したチェルシーのブロックは最後まで崩れることなく、チェルシーが1-0でマンチェスター・シティを破り、9年ぶり2度目の優勝を成し遂げた。

### 統計
|                | シティ | チェルシー |
| -------------- | ------ | ---------- |
| 得点           | 0      | 1          |
| シュート       | 3      | 5          |
| 枠内シュート   | 1      | 2          |
| セーブ         | 1      | 1          |
| ボール支配率   | 53%    | 47%        |
| コーナーキック | 1      | 1          |
| ファウル       | 7      | 6          |
| オフサイド     | 1      | 2          |
| イエローカード | 1      | 0          |
| レッドカード   | 0      | 0          |

|                | シティ | チェルシー |
| -------------- | ------ | ---------- |
| 得点           | 0      | 0          |
| シュート       | 4      | 3          |
| 枠内シュート   | 0      | 0          |
| セーブ         | 0      | 0          |
| ボール支配率   | 64%    | 36%        |
| コーナーキック | 2      | 0          |
| ファウル       | 7      | 7          |
| オフサイド     | 0      | 1          |
| イエローカード | 1      | 1          |
| レットカード   | 0      | 0          |

|                | シティ | チェルシー |
| -------------- | ------ | ---------- |
| ゴール         | 0      | 1          |
| シュート       | 7      | 8          |
| 枠内シュート   | 1      | 2          |
| セーブ         | 1      | 1          |
| ボール支配率   | 58%    | 42%        |
| コーナーキック | 3      | 1          |
| ファウル       | 14     | 13         |
| オフサイド     | 1      | 3          |
| イエローカード | 2      | 1          |
| レッドカード   | 0      | 0          |

## 試合後
- 優勝したチェルシー監督トーマス・トゥヘルはシーズン途中就任ながらチームをCL制覇に導いた史上5人目の監督となった。昨年のハンジ・フリック(バイエルン)に続いて2年連続での記録達成となる。またチェルシーは前回優勝時もロベルト・ディ・マッテオが途中就任からの優勝となっており、唯一の準優勝時もアヴラム・グラントの途中就任と、決勝進出時は全て途中で監督交代が行われていることになる[17]。
- チェルシーはこれで今大会9試合目の完封となり、2000-01シーズンのバレンシア、2015-16シーズンのレアル・マドリードに並ぶ最多タイ記録となった。9試合全てGKエドゥアール・メンディが先発出場しており、9度のクリーンシート達成は同様に先発出場していたバレンシアのサンティアゴ・カニサレス、レアル・マドリードのケイロル・ナバスと並んで最多タイ記録となる。加入初年度での達成はメンディが初となった。
- トゥヘル監督はFAカップ準決勝(1-0)、リーグ戦第35節(2-1)に続いてこの試合の勝利でジョゼップ・グアルディオラ監督を相手に公式戦3連勝を達成した。これはユルゲン・クロップが2018年にリヴァプールFCを率いて達成[18]して以来史上2人目。
- ユルゲン・クロップ、ハンジ・フリックに続いて3年連続でドイツ人が優勝監督となった。
- マン・オブ・ザ・マッチには中盤で絶大な存在感を示したチェルシーMFエンゴロ・カンテが選ばれた。昨年のキングスレイ・コマンに続いて2年連続でフランス人が選出された。またカンテはレアル・マドリードとの準決勝で2試合ともマン・オブ・ザ・マッチに選ばれており、3試合連続での選出。さらにアトレティコ・マドリードとのラウンド16・1stレグでも選出されており、決勝トーナメント7試合中4試合で選出となった。
- 途中出場のチェルシーFWクリスチャン・プリシッチはCL決勝でプレーした初めてのアメリカ人選手となった。マンチェスター・シティもFWリヤド・マフレズがアルジェリア人として初出場[19]、DFオレクサンドル・ジンチェンコがウクライナ人としてはアンドリー・シェフチェンコ、ティモシュクチュ以来３人目の出場となった。

## 日本における中継
日本での中継は前年まで放映権を持っていたDAZNが契約を1年残して打ち切り、2021年1月にWOWOWが独占放映権を獲得した。